# Eystein Glumra
Eystein dit Glumra (Glumra : le Bruyant) également appelé Eystein Ivarsson (en norvégien moderne : Øystein Glumra) (né ca. 805 dans le Nord-Trøndelag, Norvège) a été roi d'Oppland et Jarl (comte) d'Hedmark en Norvège,. Le Royaume d'Oppland était l'un des petits royaumes norvégiens du Moyen Âge. L'Oppland forme aujourd'hui un comté de la Norvège. 
La Saga Heimskringla précise qu'Eystein Glumra était le père de Rognvald et Sigurd. Et qu'il était le grand-père de Guthorm, fils de Sigurd et Torf-Einarr. Bien que la Saga mentionne quelques Ivars, aucun n'est dit être le père d'Eystein.
Le premier Comte des Îles Orcades s'appelait Sigurd, qui était un fils de Eystein Glumra, et le frère de Ragnvald, Jarl de Moere. Après Sigurd, son fils Guthorm fut Comte pendant un an. Après lui Torf-Einar, un fils de Ragnvald, prit le comté, et fut longtemps Comte, c'était un homme de grande puissance.
Selon la Orkneyinga Saga, Eystein le Bruyant était le fils d'Ivar, Comte du Upland, et petit-fils d'Halfdan le Vieux. Il était aussi le père de Rognvald Le Sage.
Heiti, le fils de Gorr, était le père de Sveiði le roi de la mer, le père de Halfdan l'ancien, le père de Ivar Comte du Uplander, le père de Eystein le bruyant, le père du comte Rognvald le puissant et le sage dans le conseil.
La Saga Orkneyinga considère son petit-fils Hrolf comme identique à Rollo, qui, battu à la bataille de Chartres reçoit la Neustrie de Charles III le Simple et en fait la Normandie, et donc l'ancêtre de Guillaume le Conquérant et de la famille royale d'Angleterre jusqu'à nos jours.